# آنا بيلينسكا
آنا بيلينسكا (تنطق: [anna biˈliɲska] المعروفة أيضا باسم آنا بيلينسكا-بوهدانوفيتش؛ (ولدت في 8 ديسمبر 1954-توفيت في 18 أبريل 1893) هي رسامة بولندية. معروفة بصورها. ممثلة للواقعية، أمضت معظم حياتها في باريس، وتعتبر "أول فنانة بولندية معروفة دوليا".

## الحياة

### السنوات الأولى
ولدت عام 1854 في زلاتوبول (كانت سابقا مدينة حدودية للإمبراطورية الروسية ، وهي اليوم جزء من نوفوميرهورود ، أوكرانيا) باسم آنا بيلينسكا ، وأمضت طفولتها هناك مع والدها ، وهو طبيب بولندي. عن خلفيتها ، قالت مازحة إنها "لديها مزاج القوزاق ، لكن القلب بولندي" (بالبولندية: ma temperament kozaczy ، ale serce polskie).  انتقلت العائلة بعد ذلك إلى روسيا الوسطى ، حيث كان أول معلمي آنا للفنون هم Ignacy Jasiński و Michał Elwiro Andriolli ، وكلاهما تم ترحيلهما من قبل الحكومة القيصرية إلى فياتكا لدورهما في انتفاضة يناير 1863-1864.
في عام 1875 ، نقلت والدة بيلينسكا العائلة إلى وارسو ، وسجلت أطفالها البالغين السن في المعهد الموسيقي. كانت آنا عازفة بيانو موهوبة ، وهو نشاط يعتبر إنجازا بالنسبة لامرأة من جيلها وفي وقتها. لكن الرسم ، وهو مسعى أكثر إثارة للريبة ، سيصبح المفضل لديها.
في عام 1877 ، أصبحت طالبة للرسام فويتشخ جيرسون وبدأت في عرض أعمالها في جمعية زاكيتا في وارسو لتعزيز الفنون الجميلة (البولندية: Towarzystwo Zachęty Sztuk Pięknych).  ضد رغبة والديها ، استأجرت الاستوديو الخاص بها في شارع 2 Nowy Świat ، لبيع لوحاتها ودفعت إيجار الاستوديو من أموالها الخاصة.

### أوروبا: رحلات إلى النمسا وإيطاليا وباريس
في أوائل عام 1882، رافقت صديقتها كليمنتينا كراسوفسكا المصابة بمرض مزمن في رحلة إلى ميونيخ وسالزبورغ وفيينا وشمال إيطاليا، قبل السفر إلى باريس والاستقرار فيها، حيث درست مع ماري باشكيرتسيف والفنانة الإنجليزية إيميلين دين في أكاديمية جوليان، وحيث درست في وقت لاحق أيضا. في عام 1884 ، توفي والدها ، جان بيلينسكي ، وكراسوفسكا ، تاركين إياها مدمرة عاطفيا. ومع ذلك ، تم تأمين مستقبلها ماليا في وصية كراسوفسكا الأخيرة وتم الاعتناء بها من قبل زميلتها الرسامة ماريا جاجيتش التي عاشت في نورماندي.
في عام 1889 ، قدمت صورتها الذاتية في المعرض العالمي في باريس حيث حصلت على ميدالية فضية ومنحت الحق في عرض أعمالها خارج المنافسة خلال الإصدارات المستقبلية من الحدث.  ثبت أن هذا هو أول نجاح دولي كبير لها. في عام 1889 ، عرضت أعمالها في الأكاديمية الملكية للفنون في لندن.  في عام 1891 ، تم عرضها في معرض دولي سنوي في برلين حيث حصلت على ميدالية ذهبية.
عاشت في فرنسا حتى عام 1892 ، عندما تزوجت من أنتوني بوهدانوفيتش ، طبيب الطب ، وأخذت اسمه. بعد زواجهما ، عادا إلى وارسو ، حيث كانت تنوي فتح مدرسة فنية على الطراز الباريسي للنساء ، لكنها مرضت بمرض في القلب وتوفيت بعد عام في 8 أبريل 1893. تم دفنها في مقبرة Powązki في وارسو.